# Sciades costulatus
Sciades costulatus là một loài bọ cánh cứng trong họ Cerambycidae.